# Pseudoblothrus vulcanus
Pseudoblothrus vulcanus är en spindeldjursart som beskrevs av Volker Mahnert 1990. Pseudoblothrus vulcanus ingår i släktet Pseudoblothrus och familjen spinnklokrypare. Inga underarter finns listade i Catalogue of Life.